# Campionatul republican de handbal feminin în 11 categoria A 1949
Campionatul republican de handbal feminin categoria A 1949 a fost a patra ediție a eșalonului valoric superior al campionatului național de handbal feminin în 11 jucătoare din România. Competiția a fost organizată de Federația Română de Handbal (FRH) și a fost câștigată de Record Mediaș.

## Echipe participante
Ediția din 1949 a campionatului republican de handbal feminin în 11 s-a desfășurat cu patru echipe, trei din Transilvania și una din București. Echipele transilvănene au provenit din orașe cu o semnificativă populație de origine germană în care handbalul, introdus pe filieră germană, era un sport popular.
- C.S.U. București;
- Record Mediaș;
- Derubau Sibiu
- C.F.R. Sighișoara;

## Sistem
Partidele s-au jucat în sistem fiecare cu fiecare, cu jocuri pe teren propriu și în deplasare, campionatul fiind alcătuit din tur și retur. 

## Clasament
Clasamentul final la data de 30 octombrie 1949.
| Poz. | Echipa            | J | V | E | Î | GM | GP | DG   | P  |
| ---- | ----------------- | - | - | - | - | -- | -- | ---- | -- |
| 1    | Record Mediaș     | 6 | 4 | 2 | 0 | 17 | 7  | + 10 | 10 |
| 2    | C.F.R. Sighișoara | 6 | 3 | 1 | 2 | 11 | 9  | + 2  | 7  |
| 3    | C.S.U. București  | 6 | 2 | 2 | 2 | 10 | 9  | + 1  | 6  |
| 4    | Derubau Sibiu     | 6 | 0 | 1 | 5 | 8  | 21 | – 13 | 1  |

## Partide
Partidele s-au jucat în general la datele prevăzute în calendarul competițional. 

## Rezultate în tur

### Etapa I
| 12 septembrie 1949 | Record Mediaș | 4 – 2 | C.F.R. Sighișoara | Stadionul orășenesc, Mediaș Arbitri: László Orosz |
| 12 septembrie 1949 | (1–1)         |       |                   | Stadionul orășenesc, Mediaș Arbitri: László Orosz |
| 12 septembrie 1949 |               |       |                   | Stadionul orășenesc, Mediaș Arbitri: László Orosz |

| 9 octombrie 19491) 09:00 | C.S.U. București | 5 – 1 | Derubau Sibiu | Teren Dudești, București Arbitri: Gheorghe Leucă |
| 9 octombrie 19491) 09:00 | Radó 5           | (4–0) | Boch 1        | Teren Dudești, București Arbitri: Gheorghe Leucă |
| 9 octombrie 19491) 09:00 |                  |       |               | Teren Dudești, București Arbitri: Gheorghe Leucă |

### Etapa a II-a
| 18 septembrie 1949 13:30 | C.S.U. București | 0 – 0 | Record Mediaș | Terenul UCB, București Arbitri: Bruno Cristofor |
| 18 septembrie 1949 13:30 | (0–0)            |       |               | Terenul UCB, București Arbitri: Bruno Cristofor |
| 18 septembrie 1949 13:30 |                  |       |               | Terenul UCB, București Arbitri: Bruno Cristofor |

| 18 septembrie 1949 | Derubau Sibiu | 1 – 3 | C.F.R. Sighișoara      | Sibiu Arbitri: József Nagy |
| 18 septembrie 1949 | Draser 1      | (1–1) | Homer, Roth, Kellner 1 | Sibiu Arbitri: József Nagy |
| 18 septembrie 1949 |               |       |                        | Sibiu Arbitri: József Nagy |

### Etapa a III-a
| 2 octombrie 1949 | Record Mediaș | 6 – 2 | Derubau Sibiu | Stadionul orășenesc, Mediaș |
| 2 octombrie 1949 | (5–0)         |       |               | Stadionul orășenesc, Mediaș |
| 2 octombrie 1949 |               |       |               | Stadionul orășenesc, Mediaș |

| 4 octombrie 1949 | C.F.R. Sighișoara | 2 – 1 | C.S.U. București | Dumbrăveni |
| 4 octombrie 1949 | (–)               |       |                  | Dumbrăveni |
| 4 octombrie 1949 |                   |       |                  | Dumbrăveni |

## Rezultate în retur

### Etapa a IV-a
| 16 octombrie 1949 | Derubau Sibiu  | 2 – 3 | C.S.U. București | Sibiu Arbitri: Emil Russu |
| 16 octombrie 1949 | Boch, Draser 1 | (0–1) | Haffer 2         | Sibiu Arbitri: Emil Russu |
| 16 octombrie 1949 |                |       |                  | Sibiu Arbitri: Emil Russu |

| 16 octombrie 1949 | C.F.R. Sighișoara | 1 – 2 | Record Mediaș | Sighișoara Arbitri: Otto Ciobotariu |
| 16 octombrie 1949 | Roth 1            | (1–0) | Csalner 2     | Sighișoara Arbitri: Otto Ciobotariu |
| 16 octombrie 1949 |                   |       |               | Sighișoara Arbitri: Otto Ciobotariu |

### Etapa a V-a
| 23 octombrie 1949 | Derubau Sibiu | 1 – 1 | Record Mediaș | Sibiu Arbitri: E. Bocoș |
| 23 octombrie 1949 | (1–1)         |       |               | Sibiu Arbitri: E. Bocoș |
| 23 octombrie 1949 |               |       |               | Sibiu Arbitri: E. Bocoș |

| 23 octombrie 1949 09:00 | C.S.U. București | 0 – 0 | C.F.R. Sighișoara | Teren PTT, București Arbitri: Geo Popescu |
| 23 octombrie 1949 09:00 | (0–0)            |       |                   | Teren PTT, București Arbitri: Geo Popescu |
| 23 octombrie 1949 09:00 |                  |       |                   | Teren PTT, București Arbitri: Geo Popescu |

### Etapa a VI-a
| 30 octombrie 1949 | C.F.R. Sighișoara | 3 – 1 | Derubau Sibiu | Sighișoara Arbitri: Iuliu Naghi |
| 30 octombrie 1949 | Sancu 2           | (3–0) | Draser 1      | Sighișoara Arbitri: Iuliu Naghi |
| 30 octombrie 1949 |                   |       |               | Sighișoara Arbitri: Iuliu Naghi |

| 30 octombrie 1949 | Record Mediaș | 4 – 1 | C.S.U. București | Stadionul orășenesc, Mediaș Arbitri: Emil Drăgan |
| 30 octombrie 1949 | Grässer 3     | (0–1) | Radó 1           | Stadionul orășenesc, Mediaș Arbitri: Emil Drăgan |
| 30 octombrie 1949 |               |       |                  | Stadionul orășenesc, Mediaș Arbitri: Emil Drăgan |